# اسماء سالم
اسماء بنت محمد بن سالم (۱۲۴۰-۱۳۳۳) بانوی محدث شامی بود. او را پرهیزکار و نیکوکار وصف کرده‌اند. نزد پدربزرگش دانش آموخت و خود در علم حدیثممتاز شد. در ۱۱ ذی‌الحجه ۷۳۳ق درگذشت و ابن الوردی برای او رثا سرود.